# Koppenhágai csata (1801)
Az első koppenhágai csata (dánul: Slaget på Reden) a Sir Hyde Parker admirális vezette brit flotta és a Koppenhága közelében horgonyzó dán–norvég flotta között zajlott 1801. április 2-án, és az angolok döntő győzelmével végződött. A fő támadást Horatio Nelson altengernagy vezette, ellenszegülve Parker admirális visszavonulást elrendelő parancsának, és számos dán–norvég hajót semmisített meg, mielőtt tűzszünetet kötöttek. Koppenhágát gyakran Nelson legkeményebb csatájának tekintik, még a trafalgari csatát is meghaladva.